# Castillo de Almodóvar del Río

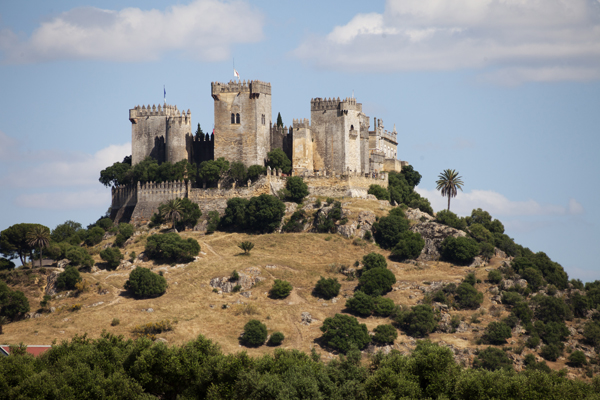
Castillo de Almodóvar del Río

Das Castillo de Almodóvar del Río (auch Castillo de la Floresta genannt) ist eine gut erhaltene und aufwändig restaurierte Burg (castillo) in Andalusien, Spanien. Sie befindet sich in der Nähe der Ortschaft Almodóvar del Río ca. 24 km westlich von Córdoba. Für Besucher werden Führungen angeboten.

## Geschichte

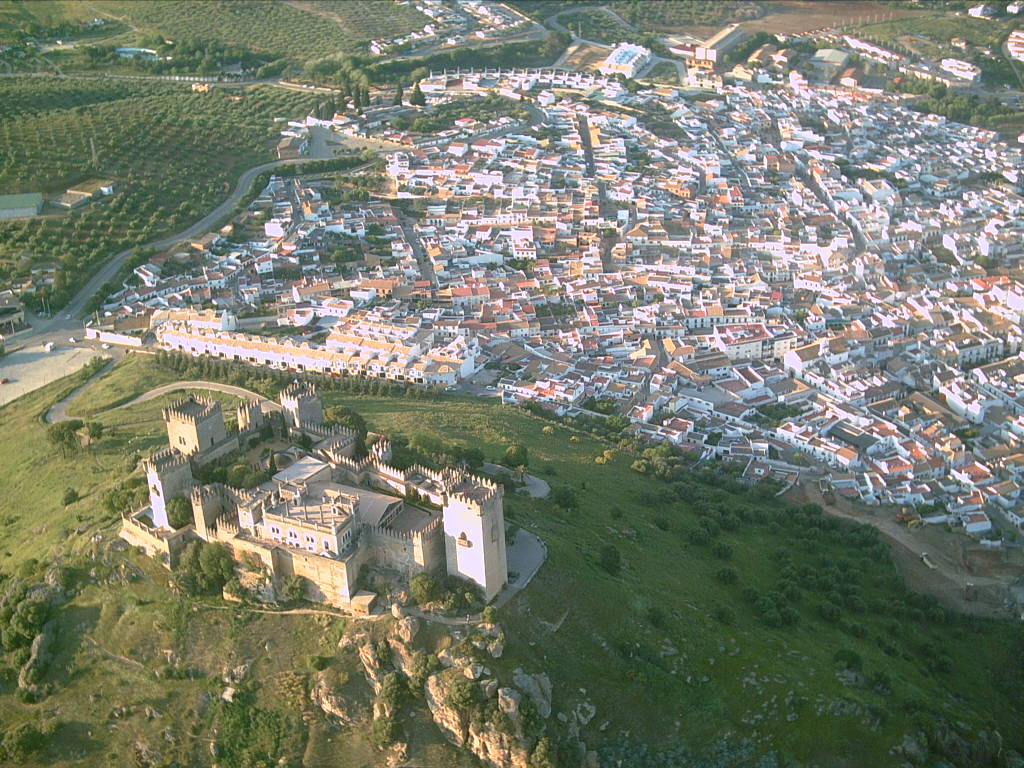
Luftaufnahme der Burg

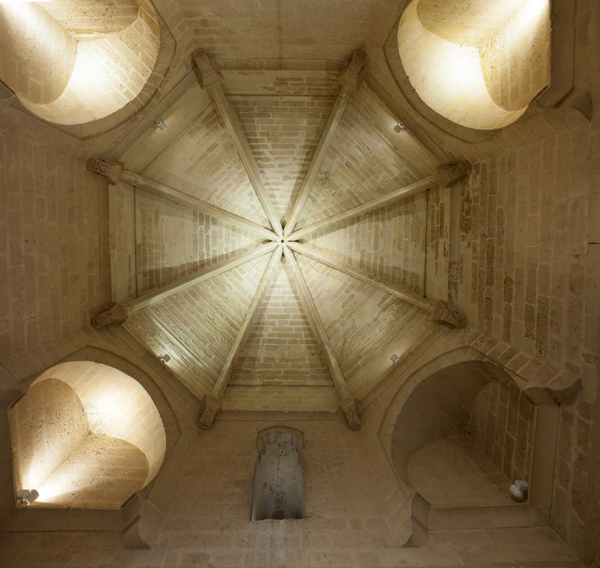
Gewölbe im Bergfried

Die Burg wurde im 8. Jahrhundert von Mauren aus strategischen Gründen errichtet und im 12. Jahrhundert vollendet. Durch ihre Lage auf einer Anhöhe kontrollierte sie einen wesentlichen Abschnitt des Guadalquivir. Genau deshalb stellte sie für die christlichen Truppen der Reconquista im 13. Jahrhundert auch ein wichtiges Ziel dar. Im Jahr 1362 ließ Peter I. von Kastilien, genannt der Grausame, die Burg restaurieren. Dabei respektierte er die Anlage der Festung; denn obwohl der Herrscher gegen das Königreich der Nasriden kämpfte – das letzte Refugium der Araber in Andalusien – bewunderte er die arabische Poesie, Kunst und Wissenschaft außerordentlich. So christlich er auch war, er ließ sich „Sultan“ nennen und „arabisierte“ seinen Palast in Sevilla, den Alcázar: künstliche Inschriften aus pseudoarabischen Buchstaben und ein geometrischer Dekor, den er von Künstlern der Alhambra in Granada anfertigen ließ, welche ihm die nasridischen Herrscher „leihweise“ zur Verfügung stellten. Unter seiner Regentschaft erhielt die Burg Almodóvar zahlreiche Türme – darunter auch den Bergfried (torre del homenaje) – sowie eine doppelte, von Zinnen gekrönte Umfriedung; sie bewahrte sich damit die Eigenheiten arabischer Festungsbauten. Schließlich waren es auch Mudejaren – muslimische Untertanen in christlichen Ländern – die die Renovierungsarbeiten ausführten. Die mächtigen Türme der Anlage erinnern wie selbstverständlich an die Festung und die Mauer der Alhambra in Granada. Zu Beginn des 20. Jahrhunderts erlebte Spanien ein Revival des Maurischen Stils, denn ebenso wie zahlreiche mittelalterliche Burganlagen in ganz Europa wurde auch das Castillo de Almodóvar del Río restauriert.

## Trivia
- In dieser Burg hat man zum ersten Mal die Tragödie El Rey Don Pedro el Cruel inszeniert, von der es auch eine Fassung in englischer Sprache gibt (King Peter the Cruel).
- Die Burg mit ihrer Umgebung wurde mitunter als Filmlocation für die Serienproduktion von Game of Thrones genutzt.[1]
- Im Oktober 2024 fand in der Burg die siebte Ausgabe des von Red Bull gesponserten Age of Empires Turniers unter dem Namen „Red Bull Wololo El Reinado“ statt.[2]